# Michael Andrews
Michael Andrews (født 17. november 1967) er en amerikansk filmmusik-komponist og musiker. Han er bedst kendt for sin cover-version af Tears For Fears-nummeret Mad World, som blev indspillet i samarbejde med Gary Jules til Donnie Darko-soundtracket.